# Qooxdoo
qooxdoo (IPA: ˈkuːksduː) – opensource'owa biblioteka programistyczna w języku JavaScript wydana na licencji GNU Lesser General Public License i Eclipse Public License. Wspiera tworzenie GUI i wysokopoziomową komunikację klient-serwer.
Biblioteka ta jest zorientowana obiektowo. Nie modyfikuje lub rozszerza natywnych typów JavaScript. 
Wspieranych jest większość współczesnych przeglądarek internetowych (Mozilla Firefox, Internet Explorer, Opera, Safari, Google Chrome).

## Graficzny interfejs użytkownika
qooxdoo wspiera widżety w tym nawigację klawiaturą, zakładki i metodę przeciągnij i upuść. Do stworzenia interfejsu nie użyto HTML ani CSS do jego stylizacji. Do zmiany elementów wizualnych używa się prostych skórek.

## Programowanie zorientowane obiektowo
qooxdoo używa zamkniętej formy definiowania klas. Globalny konstruktor klasy przyjmuje dwa parametry, nazwę klasy i mapę takich elementów, jak konstruktor, statyczne właściwości i metody oraz destruktor.
Poniższy kod utworzy z przyciskiem oraz tooltipem i oknem dialogowym, kiedy zostanie naciśnięty:
```
qx
.
Class
.
define
(
"custom.Application"
,

{

  
extend
 
:
 
qx
.
application
.
Standalone
,

  
members
 
:

  
{

    
main
 
:
 
function
()

    
{

      
this
.
base
(
arguments
);

      
// Stwórz przycisk

      
var
 
button1
 
=
 
new
 
qx
.
ui
.
form
.
Button
(
"Pierwszy przycisk"
,
 
"image/test.png"
);

      
// Dokument jest korzeniem aplikacji

      
var
 
doc
 
=
 
this
.
getRoot
();

      
// Dodaje przycisk do dokumentu na ustalonej pozycji

      
doc
.
add
(
button1
,
 
{
left
:
 
100
,
 
top
:
 
50
});

      
// Dołącz tooltip

      
button1
.
setToolTip
(
new
 
qx
.
ui
.
popup
.
ToolTip
(
"Ładny tooltip"
,

                                                 
"icon/32/status/dialog-information.png"
));

      
// Dodaj zdarzenie

      
button1
.
addEventListener
(
"execute"
,
 
function
(
e
)
 
{

        
alert
(
"Hello World!"
);

      
});

    
}

  
}

});

```